# عروپا

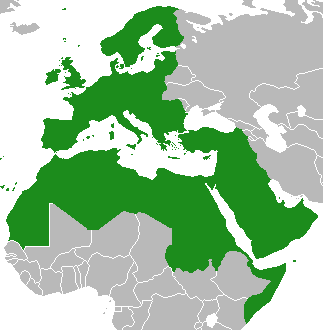
نقشهٔ ادعایی عروپا متشکل از اتحادیهٔ اروپا، بریتانیا، اسرائیل، ترکیه و کشورهای عربی غرب آسیا و شمال آفریقا

عَروپا یا اورابیا (به انگلیسی: Eurabia) نوواژه‌ای سیاسی مرکب از واژگان عرب و اروپا است. عروپا یک نظریهٔ توطئهٔ اسلام‌هراسانهٔ راست افراطی است که بنا بر آن فرایند اسلامی و عربی کردن قارهٔ اروپا از طریق نهادهای بین‌المللی به رهبری فرانسه و قدرت‌های عربی در دست اجراست تا فرهنگ کنونی اروپا تضعیف و همگرایی‌اش با آمریکا و اسرائیل متوقف شود. این نظریه را اولین بار ژیزل لیتمن، نویسندهٔ بریتانیایی متولد مصر و متخلص به بات یور (دختر نیل) در اوایل دههٔ ۲۰۰۰ و در کتابی به نام عروپا: محور عربی–اروپایی (چاپ ۲۰۰۵) مطرح کرد.

## یادداشت
1. ↑  Gisèle Littman
2. ↑  Eurabia: The Euro‐Arab Axis